# Plena Ilustrita Vortaro de Esperanto

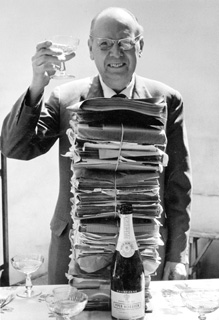
Gaston Waringhien con il manoscritto del Plena Ilustrita Vortaro de Esperanto.

Il Plena Ilustrita Vortaro de Esperanto (PIV; in italiano Vocabolario illustrato completo di esperanto) è un vocabolario monolingue di lingua esperanto pubblicato dalla Sennacieca Asocio Tutmonda (SAT).

## Edizioni
Già nel 1930 la SAT aveva pubblicato, grazie ad un gruppo coordinato da Émile Grosjean-Maupin, il Plena Vortaro (PV), ripubblicato poi nel 1933, 1947, 1953 (con un supplemento), 1956 e 1960.

### L'edizione del 1970
Nel 1970, grazie al lavoro di un gruppo di esperti guidato da Gaston Waringhien, venne pubblicata la prima edizione del Plena Ilustrita Vortaro.
Il PIV venne sin da allora considerato da molti, vista la sua ampiezza, come un'autorità in fatto di esperanto. Tuttavia subì anche forti critiche, tra l'altro a causa dell'influsso che le tendenze politiche e del francese hanno su di esso. Nel 1987 fu pubblicato un supplemento, il Plena Ilustrita Vortaro de Esperanto, Suplemento redatto sotto la guida di Gaston Waringhien e Roland Levreaud.

### IlNova Plena Ilustrita Vortaro de Esperanto

#### Edizione del 2002
Nel 2002 la Sennacieca Asocio Tutmonda pubblicò, dopo un lavoro pluriennale, una nuova edizione profondamente rivisitata sotto la guida di Michel Duc-Goninaz, con il titolo La Nova Plena Ilustrita Vortaro de Esperanto (PIV2 o PIV2002). La inaugurazione del Nova PIV avvenne durante il 75º congresso della Sennacieca Asocio Tutmonda, ad Alicante, nel luglio 2002. Il vocabolario andò esaurito nel 2004, e nel 2005 ne venne presentata una nuova edizione.

## Discussioni sul PIV
Anche se non è una fonte ufficiale dell'Accademia di Esperanto, il PIV rappresenta indiscutibilmente un'ottima fonte per conoscere molti termini in esperanto. Un dizionario di una qualsiasi lingua è generalmente valutato tanto più positivamente tante più parole contiene, ed effettivamente la mole del PIV ha contribuito molto al suo successo.
Esso ha infatti incluso un numero molto grande di radici, specie se paragonato alle circa 900 con cui il più noto progetto di lingua internazionale decollò a fine '800.
Tuttavia, dopo l'entusiasmo iniziale, ci fu chi fece notare che i meccanismi agglutinanti di formazione delle parole rendevano inutili appesantimenti gran parte dei neologismi del PIV. Ad esempio, nel PIV viene incluso il neologismo kurta (corto), mentre da sempre si era usato il termine composto mallonga (mal- indica contrario, longa significa lungo, quindi mallonga significa corto). Termini come kurta erano stati usati sporadicamente specie in poesia, e riconoscibili anche senza dizionario solo perché di chiara origine latina. Il PIV incluse molti neologismi, generalmente di derivazione francese, anche se pressoché sconosciuti ai più.
Certamente il più noto critico verso questa politica fu Claude Piron, nella sua opera La bona lingvo in cui indicava le migliori abitudini per sfruttare nel modo più efficiente le radici esistenti e riducendo al minimo il numero di neologismi, senza rinunciare all'espressività anche di dettagli.
Anche se talvolta additato come "cattivo esempio", da parte sua il PIV ha avuto il merito di far partire, o almeno rendere popolare una riflessione sulle effettive potenzialità e flessibilità della lingua esperanto. Al giorno d'oggi, la stragrande maggioranza degli esperantisti è convinta della necessità di limitare i neologismi, specialmente per aiutare gli esperantisti non europei, e nei corsi più avanzati di esperanto si fa quantomeno presente la questione del cosiddetto "bonlingvismo" (dal titolo della citata opera di Piron).
Bisogna però considerare che una certa quantità di termini appare necessaria a chi scrive in versi, che ha bisogno di usare un registro più alto per esigenze artistiche. Il tipico lettore di testi poetici cerca in genere un piacere che viene dato sì dal significato trasmesso dalle frasi, ma anche dalla scelta delle parole, dalla musicalità, dalla metrica e simili. Un tale lettore non è in genere un principiante, e mette in conto la possibilità di incontrare un registro diverso e un linguaggio più ricercato. Per lui, la maggiore fatica di aver appreso nuove parole è ampiamente compensata dal piacere della resa artistica, ben diversa dalla comunicazione internazionale che ovviamente deve mantenere la sua semplicità.
Quindi, in risposta a "La bona lingvo", Jorge Camacho scrisse "La mava lingvo" (La lingua cattiva) in cui rivendica i bisogni di nuovi termini per la poesia a discrezione del poeta. Infine Toño del Barrio scrisse "La normala lingvo" (La lingua normale), una sorta di compromesso tra i due opposti modi di pensare.